# Sewell (Chili)
Sewell is een 100-jaar oude verlaten koper-mijnstad in centraal Chili op de helling van de Andes, hoogte tussen 2.000 en 2.250 meter. De stad is in 1904 gesticht en in 1977 verlaten.

## Geschiedenis
Sewell werd in 1904 gesticht door het Amerikaanse mijnbouwbedrijf Braden Copper Company om koper uit de El Teniente mijn te halen. De stad werd vernoemd naar de eerste president van dit bedrijf, Barton Sewell. Op het hoogtepunt, in 1915 telde de stad 15.000 inwoners.
In de jaren zeventig werd de mijn genationaliseerd, werd de stad langzaam verlaten en werd begonnen met de afbraak van de stad. Dit werd in 1980 stopgezet en later werd de stad uitgeroepen tot nationaal monument en in 2006 werd het op de Werelderfgoedlijst geplaatst.

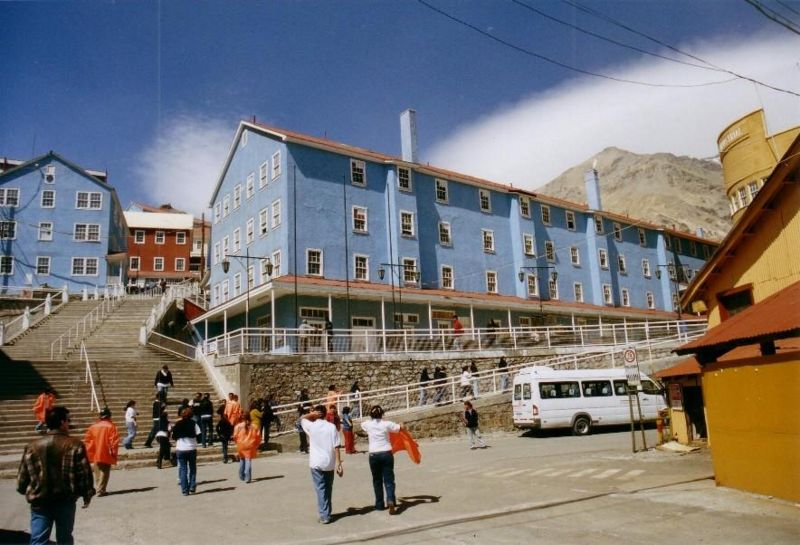
Sewell

Nationaal park Paaseiland (Rapa Nui) · 
Kerken van Chiloé · 
Historische wijk van de havenstad Valparaíso ·
Salpetergroeves Humberstone en Santa Laura ·
Mijnstad Sewell ·
Qhapac Ñan, wegennetwerk van de Andes ·
Nederzetting en kunstmatige mummificatie van de Chinchorrocultuur in de regio's Arica en Parinacota
- Library of Congress Control Number: n84010121
- Nationale Bibliotheek van Israël: 987007557510505171
- Virtual International Authority File: 127887362